# Boeranovskije Baboesjki
Boeranovskije Baboesjki (Russisch: Бурановские бабушки, Oedmoerts: Брангуртысь песянайёс) is een Russische muziekgroep die bestaat uit acht dames uit Boeranovo, een klein dorpje in de Russische deelrepubliek Oedmoertië. In 2010 nam de groep deel aan de Russische preselectie voor het Eurovisiesongfestival. Met het nummer Dlinnaja-dlinnaja beresta i kak sdelat iz nee aisjon eindigde de groep als derde. In 2012 won Boeranovskije Baboesjki de Russische nationale finale met het nummer Party for everybody, waardoor ze Rusland vertegenwoordigden op het Eurovisiesongfestival 2012 in de Azerbeidzjaanse hoofdstad Bakoe. Ze traden op met het deels Oedmoerts- en deels Engelstalige liedje "Party for everybody" in de eerste halve finale, waar ze de eerste plaats behaalden en zich zo kwalificeerden voor de finale. Daar haalden ze uiteindelijk een tweede plaats, na Zweden.

## Discografie

### Singles
| Single met hitnotering(en) in de Vlaamse Ultratop 50 | Datum van verschijnen | Datum van binnenkomst | Hoogste positie | Aantal weken | Opmerkingen                 |
| ---------------------------------------------------- | --------------------- | --------------------- | --------------- | ------------ | --------------------------- |
| Party for everybody                                  | 21-05-2012            | 02-06-2012            | 37              | 2            | als Boeranovskije Baboesjki |

1994: Joeddiph · 
1995: Filipp Kirkorov · 
1997: Alla Poegatsjova · 
2000: Alsou · 
2001: Moemi Troll · 
2002: Premjer Ministr · 
2003: t.A.T.u. · 
2004: Joelia Savitsjeva · 
2005: Natalja Podolskaja · 
2006: Dima Bilan · 
2007: Serebro · 
2008: Dima Bilan · 
2009: Anastasija Prychodko · 
2010: Pjotr Nalitsj · 
2011: Aleksej Vorobjov · 
2012: Boeranovskije Baboesjki · 
2013: Dina Garipova · 
2014: The Tolmachevy Twins · 
2015: Polina Gagarina · 
2016: Sergej Lazarev · 
2018: Joelia Samojlova · 
2019: Sergej Lazarev · 
2021: Manizja